# Prisão de Augusto Pinochet
A prisão de Augusto Pinochet foi o cumprimento de ordem de prisão por violações contra os direitos humanos cometidos pelo ditador chileno Augusto Pinochet expedida pelo magistrado espanhol Baltasar Garzón e cumprida a 10 de outubro de 1998 em Londres seis dias depois com a prisão domiciliar deste que durou um ano e meio até sua libertação em março do ano 2000 pelo Governo do Reino Unido; Pinochet foi a seguir acusado por vários crimes pelo juiz Juan Guzmán Tapia, mas morreu em 10 de dezembro de 2006 sem que viesse a sofrer condenações. O fato não se restringiu à prisão do chefe da ditadura militar que tomou o poder no Chile entre 1973 a 1990, mas foi um marco histórico por ter sido a primeira vez em que se aplicou o princípio da jurisdição universal, o que habilita o judiciário de outras nações a aplicar sanções contra crimes praticados por chefes de estado em um país, apesar da existência de leis de anistia locais.
Pinochet liderou um golpe em 11 de setembro de 1973 que depôs o presidente socialista Salvador Allende . Seu regime de 17 anos foi responsável por inúmeras violações de direitos humanos , algumas das quais cometidas como parte da Operação Condor , um esforço ilegal para eliminar oponentes políticos no Chile e no exterior em coordenação com agências de inteligência estrangeiras. Pinochet também foi acusado de usar sua posição privilegiada para auferir o enriquecimento pessoal por meio do desvio de fundos do governo, do comércio ilegal de drogas e do comércio ilegal de armas. O chamado Relatório Rettig (da Comisión Nacional de Verdad y Reconciliación) descobriu que pelo menos 2.279 pessoas foram definitivamente assassinadas pelo governo chileno por motivos políticos durante o regime de Pinochet, e o Relatório Valech constatou que pelo menos 30.000 pessoas foram torturadas pelo governo por motivos políticos.
Os advogados de Pinochet, chefiados por Pablo Rodríguez Grez (ex-líder do grupo de extrema-direita Patria y Libertad), argumentaram que ele tinha direito à imunidade de acusação, primeiro como ex- chefe de Estado, depois sob a lei de anistia de 1978 aprovada pela junta militar. Eles também alegaram que sua suposta saúde debilitada o tornava incapaz de ser julgado. Uma sucessão de sentenças de vários Tribunais de Recurso, inclusive na Corte Suprema, médicos especialistas, etc., levaram à subsequente prisão domiciliar e libertação de Pinochet, mas antes de morrer a 10 de Dezembro de 2006, ele havia sido novamente colocado em prisão domiciliar a 28 de novembro de 2006 no caso Caravana da Morte.
No momento de sua morte em 2006, Pinochet estava implicado em mais de 300 acusações criminais por inúmeras violações de direitos humanos, que incluíam o caso Caravana da Morte (encerrado em julho de 2002 pela Suprema Corte, e que fora reaberto em 2007 após nova orientação médica), o assassinato de Carlos Prats (caso encerrado em 1º de abril de 2005), a Operação Condor (caso encerrado em 17 de junho de 2005), a Operação Colombo, os casos da Villa Grimaldi, Carmelo Soria , Calle Conferencia, Antonio Llidó e Eugenio Berrios, e ainda evasão fiscal e falsificação de passaportes.

## Prisão em Londres
|                                           |  |                                                   |
| O juiz espanhol Baltasar Garzón, em 2013. |  | Pinochet, em 1995, três anos antes de sua prisão. |

Em 1998, Pinochet, que na época continuava a exercer uma influência considerável no Chile, viajou ao Reino Unido para tratamento médico; alegações foram feitas de que ele também estava lá para negociar contratos de armas. Enquanto estava em Londres ele foi preso em 17 de outubro de 1998 sob um mandado de prisão internacional emitido pelo juiz Baltasar Garzón da Espanha, e colocado em prisão domiciliar : inicialmente na clínica onde ele tinha acabado de ser submetido a uma cirurgia nas costas, e posteriormente em uma casa alugada. Os motivos da prisão incluíam 94 acusações de tortura de cidadãos espanhóis, o assassinato do diplomata espanhol Carmelo Soria em 1975, e uma acusação de conspiração para cometer tortura - alegações de abusos foram feitas várias vezes antes de sua prisão, incluindo desde o início de seu governo, mas nunca haviam sido postas em prática. Enfrentando as condições estabelecidas pela turbulenta transição do Chile para a democracia , o governo de coalizão conhecido como Concertación e liderado pelo presidente Eduardo Frei Ruiz-Tagle se opôs à sua prisão, extradição para a Espanha e julgamento. Uma dura batalha legal de 16 meses se seguiu na Câmara dos Lordes , então a mais alta corte do Reino Unido.
Pinochet alegou imunidade para a acusação por ser ex-chefe de estado segundo a Lei de Imunidade do Estado de 1978 (State Immunity Act 1978, lei britânica). Isso foi rejeitado pela maioria dos Law Lords ("Lordes Juízes", em livre tradução, por 3-2), decidindo que alguns crimes internacionais como a tortura não concediam imunidade a um ex-chefe de estado. No entanto, a sentença foi anulada em um processo seguinte, sem precedentes, com base em que um dos juízes envolvidos era potencialmente tendencioso devido aos seus vínculos com a Anistia Internacional, uma organização de direitos humanos que fazia campanha contra Pinochet por décadas e atuou como interveniente no caso. Uma terceira decisão em março de 1999 confirmou o veredicto original; desta vez, os Lordes sustentaram que Pinochet só poderia ser processado por crimes cometidos após 1988, ano em que o Reino Unido implementou a legislação que ratifica a Convenção das Nações Unidas contra a Tortura através do Criminal Justice Act de 1988. Isso invalidou a maioria, mas não todas, das acusações contra Pinochet e deu luz verde para que sua extradição para a Espanha prosseguisse.
Em abril de 1999, a ex-primeira-ministra do Reino Unido Margaret Thatcher e o ex-presidente dos Estados Unidos George H. W. Bush pediram ao governo britânico que libertasse Pinochet. Eles diziam que Pinochet deveria ter permissão para voltar à sua terra natal, em vez de ser extraditado à Espanha; em contrapartida a Alta Comissária das Nações Unidas para os Direitos Humanos, Mary Robinson, saudou a decisão dos Lordes, declarando que ela era uma clara manifestação de que a tortura é um crime internacional e como tal sujeito à jurisdição universal. A Anistia Internacional e a Freedom from Torture (antiga  Medical Foundation for the Care of Victims of Torture) exigiram sua pronta extradição. Em protesto contra a ação da Espanha, o Chile retirou seu embaixador de Madri por um tempo. Thatcher enviou a Pinochet uma garrafa de uísque de single malt durante o tempo em que ficou detido, com uma nota dizendo "Scotch é uma instituição britânica que nunca o decepcionará". Enquanto isso, questionamentos começaram a surgir na mídia sobre a saúde supostamente frágil de Pinochet. Após a realização de exames médicos, o ministro do Interior, Jack Straw, decidiu em janeiro de 2000 que o ex-ditador não deveria ser extraditado para a Espanha. Isso desencadeou protestos de ONGs de direitos humanos e levou o governo belga, junto com seis grupos de direitos humanos (incluindo a Anistia Internacional), a apresentar uma queixa contra a decisão de Straw perante a Corte Internacional de Justiça (CIJ) em janeiro de 2000.
A Bélgica, assim como a França e a Suíça, haviam deposto pedidos de extradição na sequência do pedido da Espanha. Apesar dos protestos de especialistas legais e médicos de vários países, Straw finalmente decidiu, em março de 2000, que Pinochet deveria ser libertado e autorizou seu retorno ao Chile. Em 3 de março de 2000, Pinochet retornou ao Chile; seu primeiro ato ao pousar no aeroporto de Santiago do Chile foi se levantar triunfantemente de sua cadeira de rodas, sob aclamação de seus apoiadores.
A primeira pessoa a cumprimentá-lo foi seu sucessor no comando das Forças armadas do Chile, General Ricardo Izurieta que, ao lado da filha Lucia Pinochet, ampararam o velho militar ao se levantar e ele, que até a véspera estava sem saúde para ser extraditado, então caminhou com passos firmes na pista do aeroporto. O presidente do país Ricardo Lagos, que acabara de tomar posse em 11 de março, disse que a chegada do general aposentado pela televisão prejudicou a reputação internacional do Chile, enquanto milhares realizavam manifestações contra o ex-ditador.
Apesar de sua libertação por motivos de saúde, a detenção sem precedentes de Pinochet em um país estrangeiro por crimes contra a humanidade cometidos em seu próprio país, sem um mandado ou pedido de extradição de seu próprio país, foi um divisor de águas no direito internacional. Alguns estudiosos consideram este um dos eventos mais importantes da história do direito desde os Julgamentos de Nuremberg de criminosos de guerra nazistas.
O caso do juiz Garzón foi amplamente fundamentado no princípio da jurisdição universal- que certos crimes são tão flagrantes que constituem crimes contra a humanidade e, portanto, podem ser processados em qualquer tribunal do mundo. A Câmara dos Lordes britânica decidiu que Pinochet não tinha direito à imunidade de acusação como ex-chefe de Estado e poderia ser levado a julgamento. Na Espanha, o Tribunal de Apelação da Audiência Nacional firmou a jurisdição espanhola sobre os casos argentinos e chilenos, declarando que as leis de anistia domésticas (no caso do Chile, a lei de anistia de 1978 aprovada pelo regime do próprio Pinochet) não podiam vincular os tribunais espanhóis; assim, tanto as questões relativas à chamada "Guerra Suja" na Argentina como para a repressão estatal chilena, foram caracterizados os crimes como genocídios; a despeito de tudo isso, tanto as decisões em Espanha quanto no Reino Unido não foram baseadas no direito internacional, mas nas respectivas legislações domésticas: "Eles falaram sobre a jurisdição universal, mas fundamentaram a decisão na lei estatutária doméstica".

## Pinochet julgado no Chile

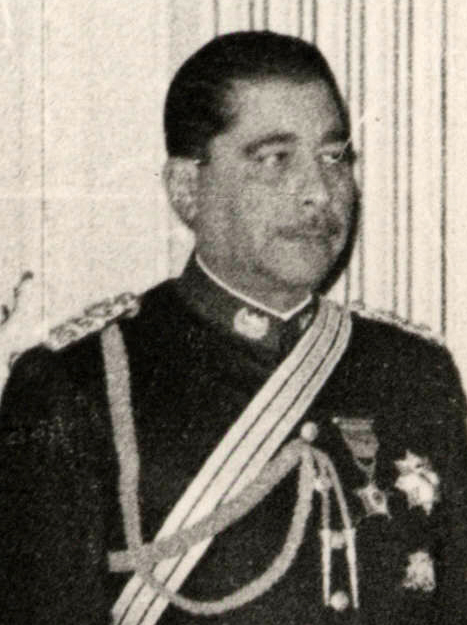
O general Sergio Arellano Stark, que chefiou a Caravana da Morte a mando de Pinochet.

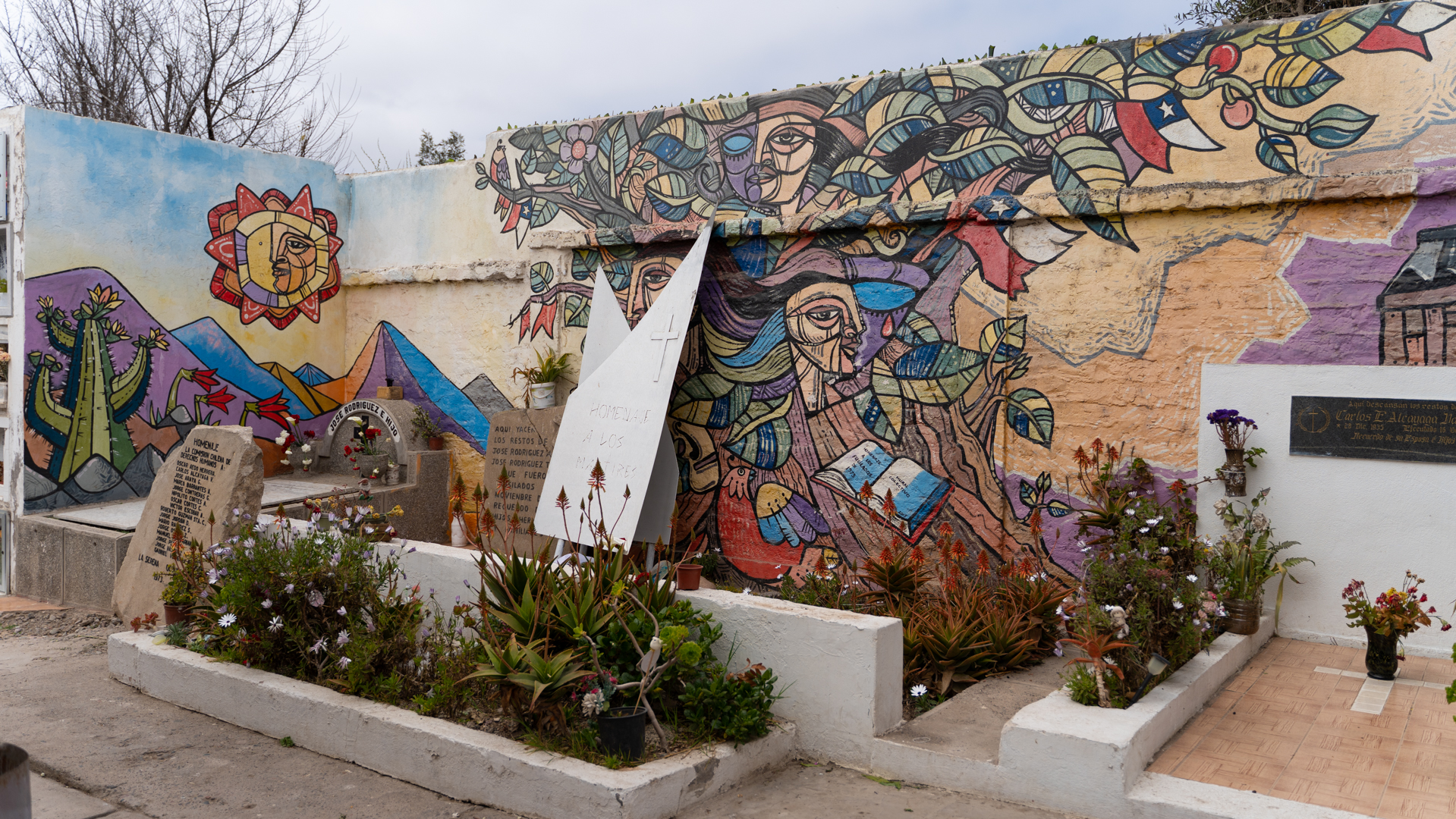
Memoriais no cemitério de La Serena recordam os 15 fuzilados pela Caravana da Morte na região.

Em março de 2000, após o retorno de Pinochet, o Congresso chileno aprovou uma emenda constitucional criando a condição de "ex-presidente", que concedeu a Pinochet imunidade de processo e garantia de um subsídio financeiro. Em troca, exigia-se que ele renunciasse ao cargo de senador vitalício. 111 legisladores votaram a favor e 29 contra. Pinochet havia criado para si mesmo o cargo de ditador vitalício, visando garantir-se imunidade quando renunciou ao poder em 1990; a decisão britânica baseada na suposta debilidade física do mandatário levou os chilenos a protestarem nas ruas, argumentando que seu comportamento ao voltar o tornava hábil a ser julgado; sob este clima político, e ainda com as pressões internacionais, analistas avaliaram que as muitas acusações criminais contra o ex-ditador seriam uma verdadeira caixa de Pandora no processo de transição do Chile para a democracia.
Apesar da imunidade politicamente obtida, em 23 de Maio de 2000 o Tribunal de Recursos de Santiago suspendeu a imunidade parlamentar de Pinochet sobre o caso Caravana da Morte; a decisão foi comemorada por defensores dos direitos humanos na Espanha, ao passo que o presidente Lagos pedia calma ao país e os advogados do militar recorriam à Corte Maior do Chile onde, em 8 de agosto de 2000 (pela ampla maioria de 14 votos a 6) votou-se pela manutenção da decisão que lhe retirava a imunidade; assim, em 1 de dezembro de 2000 o juiz Juan Guzmán Tapia indiciou Pinochet pelo sequestro de 75 oponentes no caso Caravana da Morte (Guzmán apresentou a acusação de sequestro sob o argumento de que as vítimas estavam oficialmente "desaparecidas". Embora provavelmente estivessem mortas, a ausência de seus cadáveres dificultava qualquer acusação de homicídio). Pouco depois, em 11 de dezembro de 2000, a decisão contra o ex-ditador foi suspensa pelo Tribunal de Apelação de Santiago por motivos médicos. Além da Caravana da Morte, 177 outras denúncias foram feitas contra Pinochet.
Em janeiro de 2001, médicos especialistas afirmaram que Pinochet sofria de "leve demência", o que não o impediria de ser processado nos tribunais. Em decorrência desse laudo, o juiz Guzmán ordenou sua prisão no final de janeiro de 2001.
A "Caravana da Morte", considerada o "ato inaugural" da ditadura chilena foi ordenada diretamente por Pinochet, tendo como seu delegado o general Sergio Arellano que, junto aos coronéis Sergio Arredondo e Marcelo Moren Brito, o capitão Patricio Díaz Aravena, o tenente Armando Fernández Larios, dentre outros oficiais, percorreram várias cidades do país, do sul ao norte, entre 4 a 19 de outubro de 1973; segundo relato do general reformado Joaquín Lagos, as vítimas eram mutiladas antes do tiro fatal; com exceção de Fernández Larios que fugira para os Estados Unidos em 1987, todos os demais envolvidos foram denunciados por setenta e cinco mortes pelo juiz Juan Guzmán Tapia, em processo aberto a 29 de janeiro de 2001; quando fora interrogado no dia 21, Pinochet eximira-se de qualquer responsabilidade por esses crimes, atribuindo aos seus subordinados toda a culpa.
No entanto, os procedimentos judiciais foram novamente suspensos em 9 de julho de 2001 devido a alegados motivos de saúde. Em julho de 2002 a Suprema Corte rejeitou a acusação contra Pinochet nos vários casos por motivos médicos (uma alegada "demência vascular"). Nesse mesmo ano, o promotor Hugo Guttierez, que chefiava o caso Caravana da Morte, declarou que “Nosso país tem o grau de justiça que a transição política nos permite ter.  Avançamos tudo que podíamos no caso Pinochet, mas chegamos a um limite”.

## Prisão domiciliar
Pinochet, supostamente diabético (e alegada "demência leve" e tendo sofrido "pequenos derrames"), estava com 89 anos e sua defesa alegava que sofrera leves derrames; em três acusações a Corte Suprema retirou-lhe a imunidade e por duas vezes outros tribunais decidiram que ele não poderia responder pelas acusações em razão de seu estado frágil de saúde. Ainda assim em setembro a Corte Maior retirou pela terceira vez sua imunidade no caso da morte de quinze ativistas pela polícia política em 1975, conhecido como Operação Colombo.
 Em julho de 2006 a Corte Suprema também lhe retirou a imunidade no assassinato por fuzilamento de dois guarda-costas de Salvador Allende, ainda referente ao caso Caravana da Morte, ao qual o ex-ditador alegou por meio de seus advogados não se recordar.
Em setembro de 2006, já sob o primeiro governo da presidenta Michelle Bachelet (que, assim como a mãe, sofrera torturas sob o regime do ex-ditador), fontes da Suprema Corte deram a informação de que mais um caso de vários homicídios tivera a imunidade derrubada, caso sob a jurisdição do juiz Alejandro Madrid; Pinochet, então aos noventa anos, vivia recluso em uma casa nas montanhas; além dos assassinatos, também era acusado do desvio de imensas quantias dos fundos públicos.
Em novembro de 2006, pouco depois de completar 91 anos, o ex-ditador teve sua prisão domiciliar decretada pelo caso da Caravana da Morte, como autor do sequestro e morte de mais de cem pessoas; também era réu junto ao juiz Víctor Montiglio pela morte dos guarda-costas de Allende, Wagner Salinas e Francisco Lara; junto ao juiz Alejandro Solís respondia pelos crimes da Villa Grimaldi, e ainda pelos crimes de evasão de divisas e falsificação de passaportes.
Após seis anos de batalhas judiciais, e poucos dias após a última perda de imunidade, Pinochet morreu a 10 de dezembro de 2006, ficando impune dos diversos crimes a que respondia. Seu funeral foi acompanhado por alguns milhares de apoiadores, que agradeciam ao defunto por não ter permitido que o país se transformasse em uma "nova Cuba", acusavam a imprensa de distorcer os fatos e, mesmo quando admitiam as violações aos direitos humanos, diziam que Pinochet não sabia de nada; por outro lado os defensores da democracia, parentes das mais de três mil vítimas do regime, e outros reclamavam das honras militares que o ex-ditador recebera, sobretudo com tantas acusações criminais que lhe pesavam.